# Fontainebleau
Fontainebleau is een Franse stad in het departement Seine-et-Marne. De gemeente telt ongeveer 16.000 inwoners, met de omringende dorpen ongeveer 36.000, die Bellifontains worden genoemd. Fontainebleau staat bekend om het Kasteel van Fontainebleau en om het omringende bos, het Fôret de Fontainebleau.

## Geografie
Fontainebleau ligt ca. 65 km ten zuidoosten van Parijs, aan het zuidelijke uiteinde van de Brie-streek. In het noordoosten wordt het begrensd door de kleinere plaats Avon, waarlangs de rivier de Seine loopt. Fontainebleau ligt in het midden van het Fôret de Fontainebleau, een van de grootste bossen van Europa, dat tussen de 20 en 30 km in diameter is. Aan de rand van het bos liggen dorpen zoals de kunstenaarsdorpen Barbizon en Moret-sur-Loing en de stad Melun.
Fontainebleau wordt doorsneden door twee grote straten: de Rue Grande loopt van noord naar zuid en de Rue de France loopt van oost naar west. Ze komen bij elkaar ter hoogte van het Château.
De onderstaande kaart toont de ligging van Fontainebleau met de belangrijkste infrastructuur en aangrenzende gemeenten.

## Demografie
Onderstaande figuur toont het verloop van het inwonertal (bron: INSEE-tellingen).

## Bezienswaardigheden
De stad is vooral bekend door het kasteel van Fontainebleau:
- Zie: Kasteel van Fontainebleau
- Zie ook: Verdrag van Fontainebleau (doorverwijspagina)

In het stadscentrum bevinden zich een theater, een historisch monument, en de 17e-eeuwse kerk Saint-Louis.
Daarnaast is er het omringende bos. Hierdoor werd de gemeente vanaf de 19e eeuw een geliefde uitstap voor de Parijzenaars. In het Fôret wordt nog steeds gejaagd op wilde zwijnen en herten, en verder zijn wandelen, klimmen en boulderen populaire bezigheden.

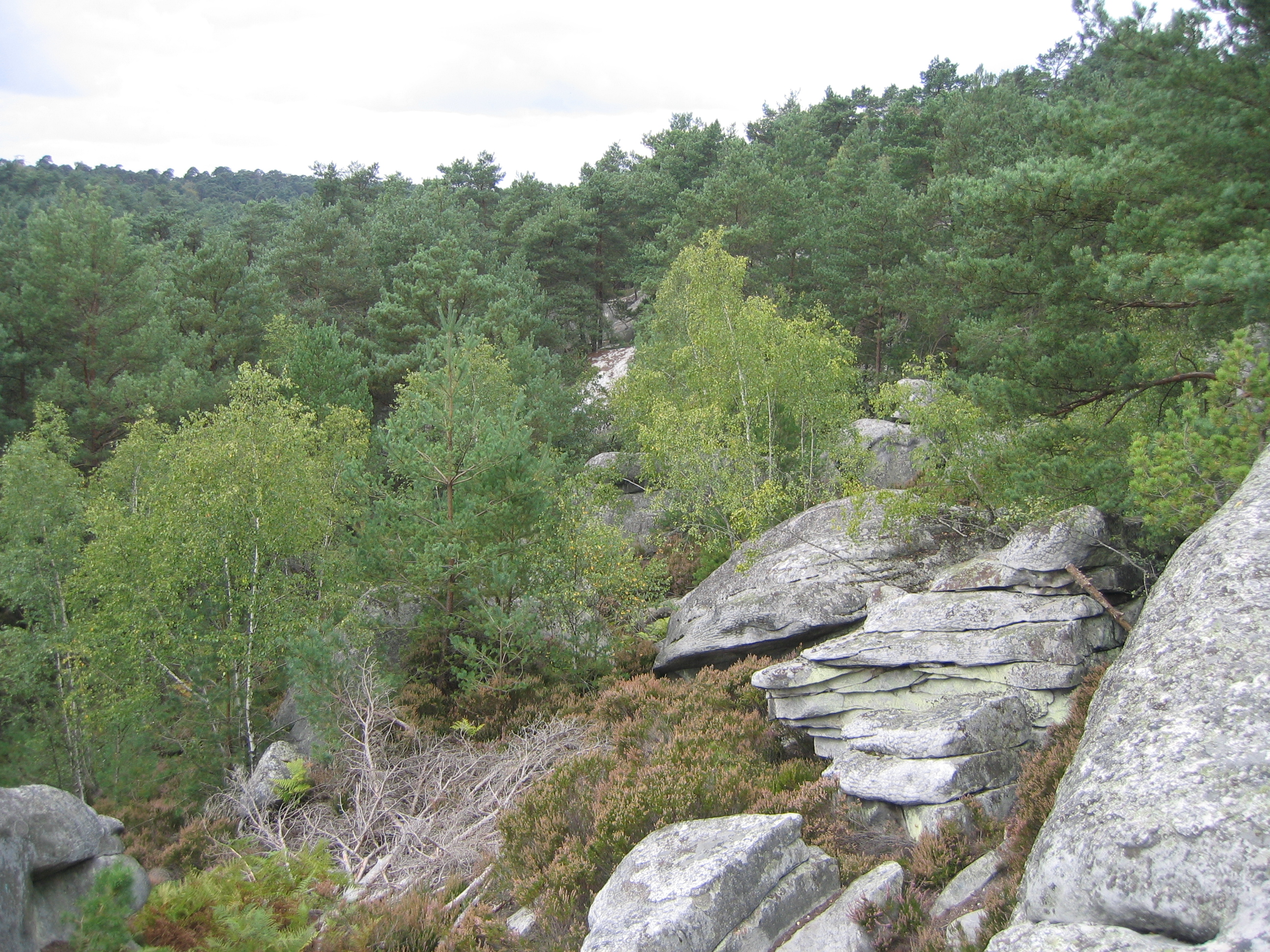
Fôret de Fontainebleau
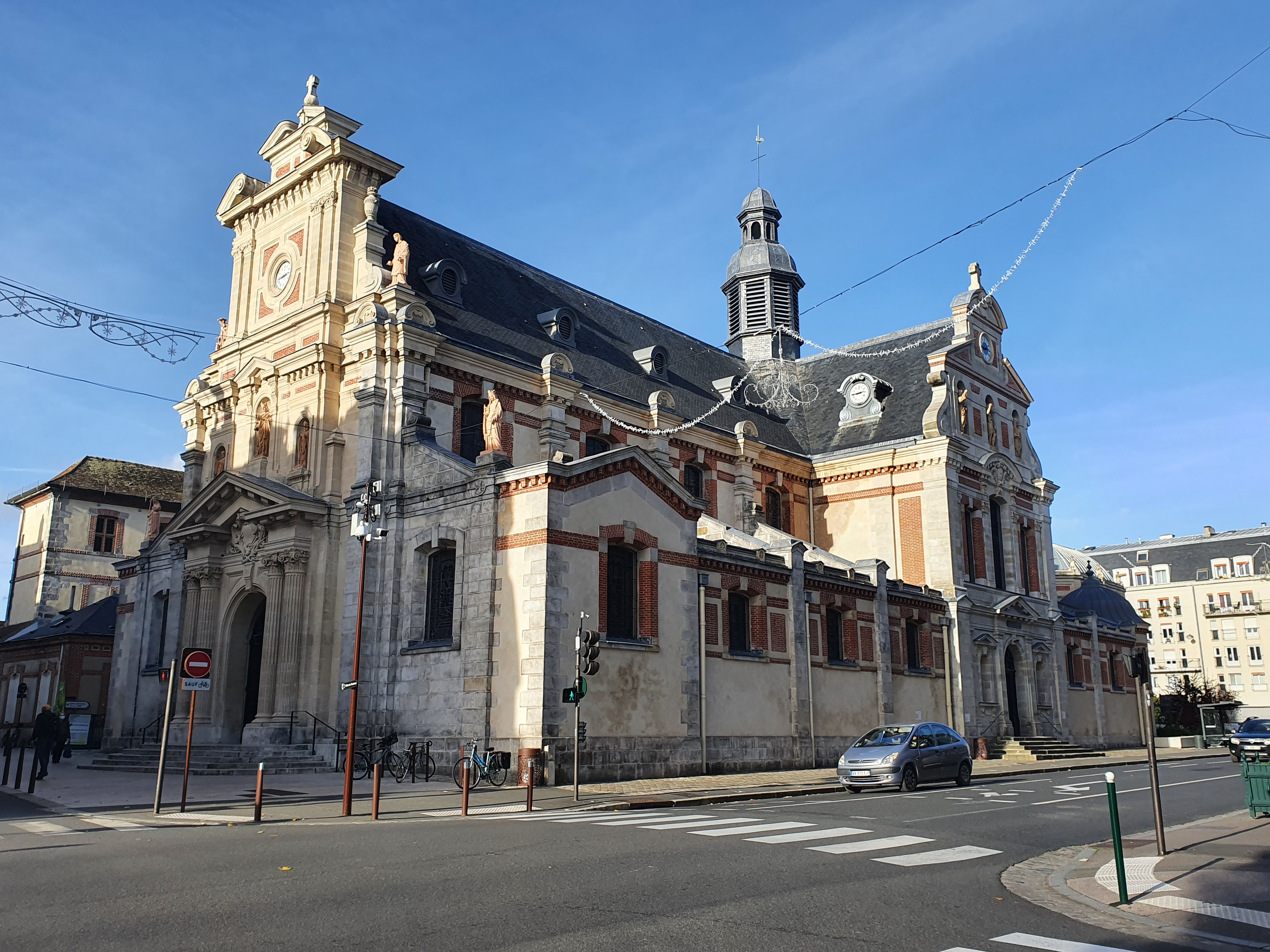
Kerk Saint-Louis
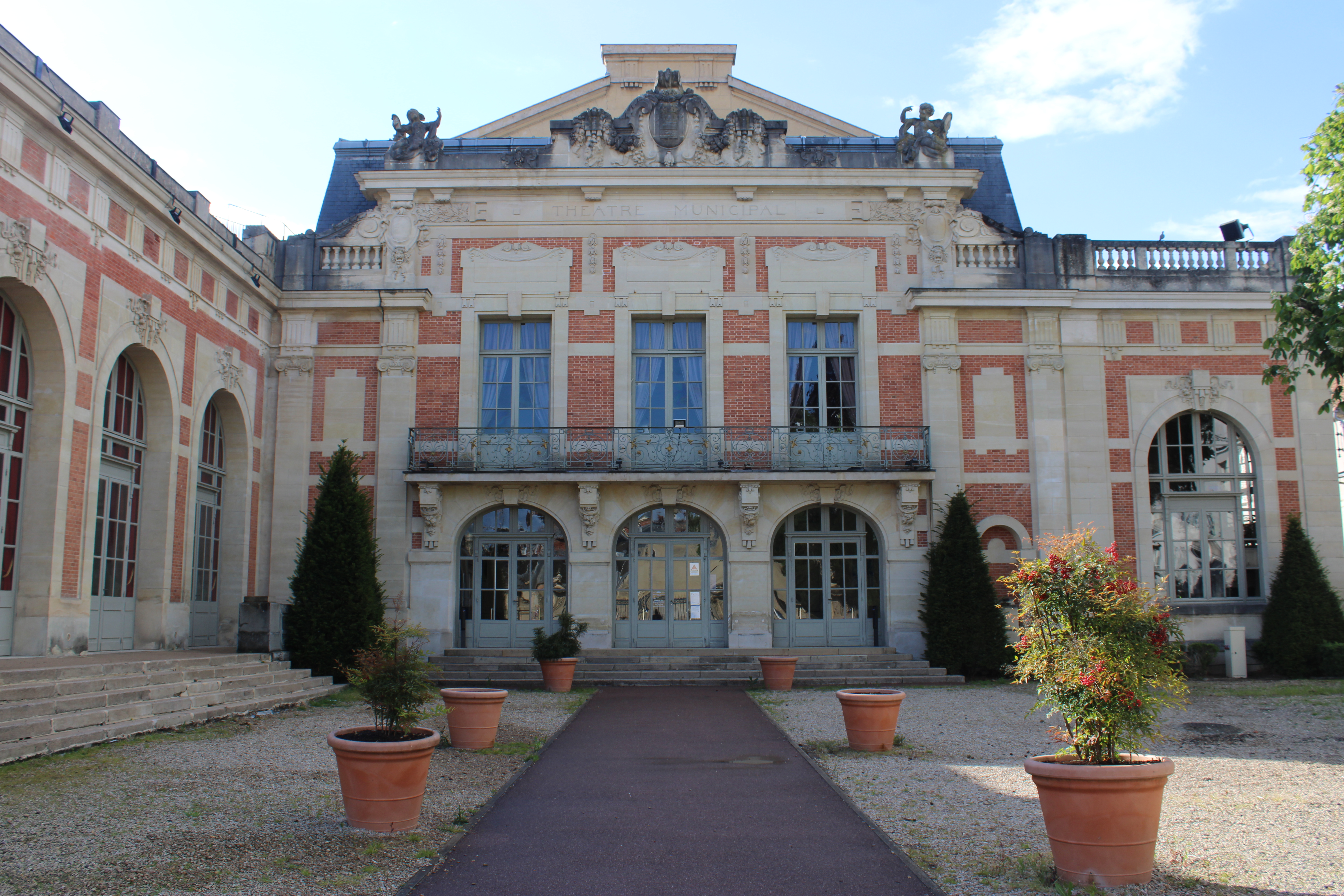
Gemeentelijk theater
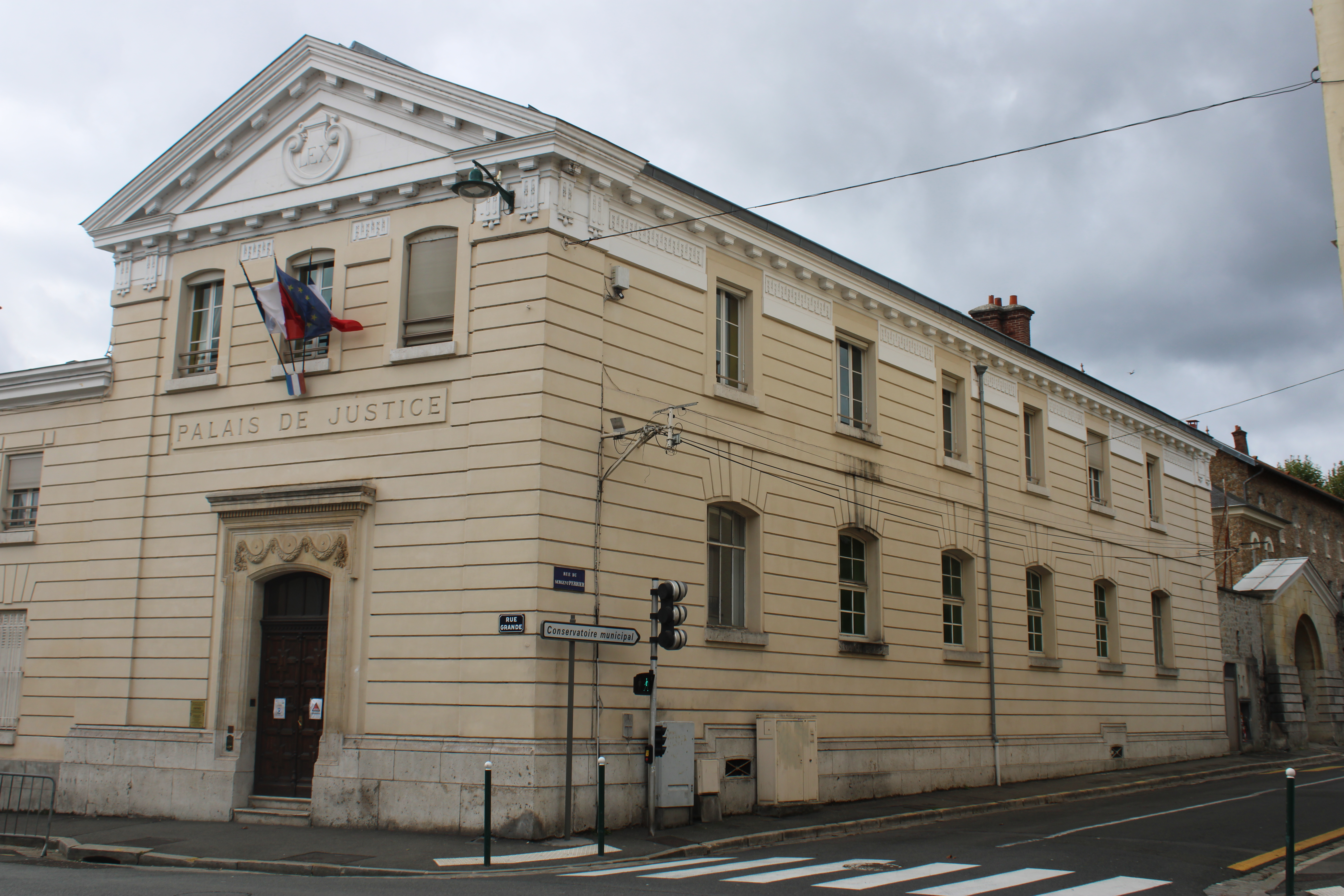
Rechtbank

## Onderwijs
In Fontainebleau bevindt zich de campus van de business school INSEAD en dat van Mines ParisTech.

## Sport
Fontainebleau was één keer etappeplaats in wielerkoers Ronde van Frankrijk. In 1967 won de Fransman Paul Lemeteyer er een etappe.

## Partnersteden
- Konstanz (Duitsland), sinds 1960

## Geboren
- Filips IV van Frankrijk, bijgenaamd de Schone (1268-1314), koning van Frankrijk
- Filips VI van Frankrijk (1293-1350), koning van Frankrijk
- Frans II van Frankrijk (1544-1560), koning van Frankrijk
- Elisabeth van Valois (1545-1568), echtgenote van Filips II van Spanje
- Claudia van Valois (1547-1575), echtgenote van Karel III van Lotharingen
- Hendrik III van Frankrijk (1551-1589), koning van Frankrijk
- Lodewijk XIII van Frankrijk (1601-1643), koning van Frankrijk
- Elisabeth van Frankrijk (1602-1644), koningin van Spanje
- Gaston van Orléans (1608-1660), prins van Frankrijk
- Lodewijk van Frankrijk (1661-1711), dauphin van Frankrijk
- Jules Lachelier (1832-1918), filosoof
- Jean Fontenoy (1899-1945), journalist, fascistisch politicus en collaborateur met nazi-Duitsland
- Janpeter Muilwijk (1960), Nederlands beeldend kunstenaar
- Lewis Trondheim (1964), striptekenaar en cartoonist
- Florian Carvalho (1989), atleet
- Nathan Bitumazala (2002), voetballer
- Léo Bisiaux (2005), wielrenner